# سيمون كوبر
سيمون كوبر (بالإنجليزية: Simon Cooper)‏ هو عسكري بريطاني، ولد في 1936.